# Хассинг, Анна Луиза
Анна Луиза Хассинг (дат. Anne Louise Hassing; имя при рождении Луиза Настасья Нильсен, дат. Louise Nastasia Nielsen; род. 17 сентября 1967, Хорсенс, Дания) — датская актриса театра, кино и телевидения, лауреат премий «Роберт» и «Бодиль».

## Биография
Луиза Настасья Нильсен родилась в Хорсенсе в 1967 году в семье врачей. В 1992 году она дебютировала в кино в главной роли маниакально-депрессивной студентки в фильме «Боль любви», обойдя более 360 конкуренток. Работа Хассинг была высоко оценена критиками и отмечена крупными датскими кинопремиями «Роберт» и «Бодиль».
После этого Хассинг некоторое время работала барменом в Орхусе. С 1993 по 1997 год она училась в Датской национальной театральное школе. Несмотря на то, что Хассинг испытывала сильный страх сцены, она продолжала играть в театре. В 1998 году она снялась в фильме Ларса фон Триера «Идиоты». Эта работа принесла ей вторую статуэтку «Бодиль». Датский киноинститут пишет, что «ни одна датская киноактриса не произвела такого сильного впечатления в своих первых двух фильмах».
В 2004-2007 годах она снималась в главной роли в популярном датском телесериале Krøniken. За эту работу она трижды получала награду в номинации «Лучшая актриса» на Датском телефестивале. В 2010 году Хассинг появилась в фильме «Семья Рейнвальд», в 2012 году в психологической драме «Охота». За обе эти роли она вновь была номинирована на «Бодиль» и «Роберт».
Хассинг вышла замуж за датского музыканта Петера Хеллемана в 2006 году. Они состояли в отношениях с 2001 года, в 2005 году у них родился сын. Супруги развелись в 2017 году. Хассинг выросла в христианской семье, однако в 1998 году приняла буддизм.